# SC Vianense
L'Sport Clube Vianense (abreujat SC Vianense) és un club de futbol portuguès amb seu a Viana do Castelo al districte de Viana do Castelo. Actualment juga a la 1ª Divisão Distrital AFVC.

## Història
El SC Vianense va ser fundat l'any 1898 i és un dels clubs més antics de Portugal. Juguen els seus partits a casa a l'Estádio do Dr. José de Matos de Viana do Castelo. L'estadi té capacitat per a 3.000 espectadors.
El club està afiliat a l'Associação de Futebol de Viana do Castelo i ha competit al campionat de Viana do Castelo. El club també s'ha presentat en moltes ocasions a la competició de copa nacional coneguda com a Taça de Portugal. Va arribar a les semifinals del seu precursor, el Campeonato de Portugal el 1924, la seva tercera edició.

## Temporada a temporada
| Temporada | Nivell | Divisió          | Secció             | Lloc | Mov'ments        |
| --------- | ------ | ---------------- | ------------------ | ---- | ---------------- |
| 1990–91   | 4      | Terceira Divisão | Série A            | 4è   |                  |
| 1991–92   | 4      | Terceira Divisão | Série A            | 1r   | Ascens           |
| 1992–93   | 3      | Segunda Divisão  | Série Norte        | 17è  | Descens          |
| 1993–94   | 4      | Terceira Divisão | Série A            | 2n   | Ascens           |
| 1994–95   | 3      | Segunda Divisão  | Série Norte        | 9è   |                  |
| 1995–96   | 3      | Segunda Divisão  | Série Norte        | 9è   |                  |
| 1996–97   | 3      | Segunda Divisão  | Série Norte        | 12è  |                  |
| 1997–98   | 3      | Segunda Divisão  | Série Norte        | 14è  | Descens          |
| 1998–99   | 4      | Terceira Divisão | Série A            | 1r   | Ascens           |
| 1999–2000 | 3      | Segunda Divisão  | Série Norte        | 18è  | Descens          |
| 2000–01   | 4      | Terceira Divisão | Série A            | 8è   |                  |
| 2001–02   | 4      | Terceira Divisão | Série A            | 1r   | Ascens           |
| 2002–03   | 3      | Segunda Divisão  | Série Norte        | 20è  | Descens          |
| 2003–04   | 4      | Terceira Divisão | Série A            | 6è   |                  |
| 2004–05   | 4      | Terceira Divisão | Série A            | 9è   |                  |
| 2005–06   | 4      | Terceira Divisão | Série A            | 12è  |                  |
| 2006–07   | 4      | Terceira Divisão | Série A            | 9è   |                  |
| 2007–08   | 4      | Terceira Divisão | Série A – 1ª Fase  | 3r   | Grup de promoció |
|           | 4      | Terceira Divisão | Série A Fase Final | 2n   | Ascens           |
| 2008–09   | 3      | Segunda Divisão  | Série A – 1ª Fase  | 9è   | Grup de descens  |
|           | 3      | Segunda Divisão  | Série A Últimos    | 2n   |                  |
| 2009–10   | 3      | Segunda Divisão  | Série Norte        | 13è  | Descens          |
| 2010–11   | 4      | Terceira Divisão | Série A – 1ª Fase  | 4è   | Grup de promoció |
|           | 4      | Terceira Divisão | Série A Fase Final | 3r   |                  |
| 2011–12   | 4      | Terceira Divisão | Série A – 1ª Fase  | 3r   | Grup de promoció |
|           | 4      | Terceira Divisão | Série A Fase Final | 5è   |                  |

## Palmarès
- Tercera Divisió: 1998/99 (Série A)
- Campionat de Viana do Castelo: 1923/24, 1924/25, 1925/26, 1926/27, 1927/28, 1928/29, 1929/30, 1930/31, 1931/32, 1933/33, 1933, 1929 1934/35, 1935/36, 1936/37, 1939/40, 1940/41, 1941/42

## Exentrenadors notables
- Rogério Gonçalves